# 844 TCN
844 TCN là một năm trong lịch La Mã.